# 孙力 (围棋棋手)
孙力（1991年2月8日—），中国江苏高邮人，围棋职业五段棋手。他2004年入段，2011年7月升为五段。他获2007年第三届富士通杯U15少年职业围棋赛亚军，2011年第三届BC卡杯32强，并多次参加围甲联赛。2012年就读中央财经大学，代表该校参加北京市大学生围棋联赛和应氏杯中国大学生围棋赛。

## 国内比赛成绩
2010年第12届阿含桐山杯本选赛中连胜国宇征、范蕴若、娄洛宁、彭立峣进入16人组成的本赛，本赛首轮负于孙腾宇。

## 国际比赛成绩
2011年第三届BC卡杯预选赛连胜俞在星、首藤瞬进入本赛。本赛首轮胜崔明勋进入32强，后负于李世乭。2014年第19届LG杯预选赛连胜朴振悦、金成进、胡跃峰、党毅飞、钟文靖进入本赛32强，本赛首轮负于李喆。